# 山口園芸
株式会社山口園芸（やまぐちえんげい）は、愛媛県宇和島市津島町に本社を置く企業。

## 概要
野菜や花などの苗を生産･販売する他、堆肥･培土、青果物の生産･販売を行っている。
2001年には仕入･販売部門と研究開発部門を分社化し、ベルグアースを設立。2005年には一次育苗部門と接ぎ木部門をベルグアースに譲渡している。2006年に山口園芸の株主で代表取締役であった山口一彦、専務取締役であった山口眞由子が保有する株式を山口園芸の経営陣に譲渡すると同時に取締役から退き、山口園芸とベルグアースの人的･資本的関係は無くなっている。

## 事業所
- 本社 - 愛媛県宇和島市津島町山財4925番地
- 増穂農場 - 愛媛県宇和島市津島町増穂乙171
- 藤井農場 - 愛媛県宇和島市津島町増穂丙120番3
- 松山農場 - 愛媛県松山市南高井町1390番1

## 沿革
- 1952年 - 創業。施設園芸を開始。
- 1973年 - 家庭菜園用の苗生産を開始。
- 1977年 - 花弁栽培を開始。
- 1986年 - 野菜生産農家用の苗の契約栽培を開始。
- 1991年 - 大手種苗会社との契約栽培を開始。
- 1996年 - 「有限会社山口園芸」設立。
- 2001年 - 仕入･販売部門と研究開発部門を分社化して、ベルグアース株式会社を設立[2]。
- 2004年 - 「株式会社山口園芸」に組織変更。
- 2005年 - 一次育苗部門と接ぎ木部門をベルグアースに譲渡し、従業員107名が移籍[2]。
- 2006年 - 本社を現在地に移転。
- 2009年 - 藤井培土生産場稼働
- 2010年 - 藤井農場稼働
- 2012年 - 松山農場稼働。有機JAS認定。
- 2013年 - 青島芽福陽園芸有限公司を設立[3]。ベルグアースとの共同出資により株式会社九重おひさまファーム設立[1]
- 2015年 - ベルグアースとの共同出資により四万十あおぞらファーム株式会社設立。

## 関連会社
- 九重おひさまファーム（野菜苗の生産･販売）
- 四万十あおぞらファーム（野菜苗の生産）
- ファンガーデン（家庭用総合園芸店の運営）
- 青島芽福陽園芸有限公司（野菜苗･花苗･青果物の生産･販売）